# Giro dei Paesi Baschi 1969
Il Giro dei Paesi Baschi 1969, nona edizione della corsa, si svolse dal 16 aprile al 20 aprile 1969 su un percorso di 891 km ripartiti in cinque tappe (la quarta tappa suddivisa in due semitappe).
La vittoria fu appannaggio del francese Jacques Anquetil, che completò il percorso in 25h22'05", precedendo gli spagnoli Francisco Gabica e Mariano Díaz. 
Il vincitore della corsa fu il campionissimo Jacques Anquetil, che a 35 anni ottenne la sua ultima vittoria da professionista prima del ritiro. L'edizione del 1969 fu la prima edizione dopo ben trentuno anni dall'ultima organizzata nel 1935 e vinta da un altro grande campione del pedale, l'italiano Gino Bartali. 
I corridori che partirono da Eibar furono 39 (appartenenti a quattro squadre: 2 spagnole, Kas e Fagor, e due francesi, Bic e Mercier), mentre coloro che tagliarono il medesimo traguardo furono 36.

## Tappe
| Tappa  | Data      | Percorso                 | km  | Vincitore di tappa | Leader classifica generale |
| ------ | --------- | ------------------------ | --- | ------------------ | -------------------------- |
| 1ª     | 16 aprile | Eibar > Vitoria          | 185 | Michael Wright     | Michael Wright             |
| 2ª     | 17 aprile | Vitoria > Pamplona       | 203 | Joaquín Galera     | Joaquín Galera             |
| 3ª     | 18 aprile | Pamplona > San Sebastián | 171 | Luis Ocaña         | Joaquín Galera             |
| 4ª-1   | 19 aprile | San Sebastián > Guernica | 118 | Raymond Riotte     | Jacques Anquetil           |
| 4ª-2   | 19 aprile | Guernica > Bilbao        | 43  | Raymond Poulidor   | Jacques Anquetil           |
| 5ª     | 20 aprile | Bilbao > Eibar           | 171 | Domingo Perurena   | Jacques Anquetil           |
| Totale | Totale    | Totale                   | 891 |                    |                            |

## Classifica generale
| Pos. | Corridore           | Squadra | Tempo     |
| ---- | ------------------- | ------- | --------- |
| 1    | Jacques Anquetil    | Bic     | 25h22'05" |
| 2    | Francisco Gabica    | Fagor   | a 32"     |
| 3    | Mariano Díaz        | Fagor   | a 40"     |
| 4    | Gregorio San Miguel | KAS     | a 1'09"   |
| 5    | Eduardo Castelló    | KAS     | a 2'57"   |
| 6    | Luis Ocaña          | Fagor   | a 3'59"   |
| 7    | Raymond Poulidor    | Mercier | a 4'08"   |
| 8    | Joaquín Galera      | Fagor   | a 4'19"   |
| 9    | Domingo Perurena    | Fagor   | a 6'59"   |
| 10   | Eusebio Vélez       | Fagor   | a 8'32"   |